# Osobní ordinariát Naší Paní z Walsinghamu

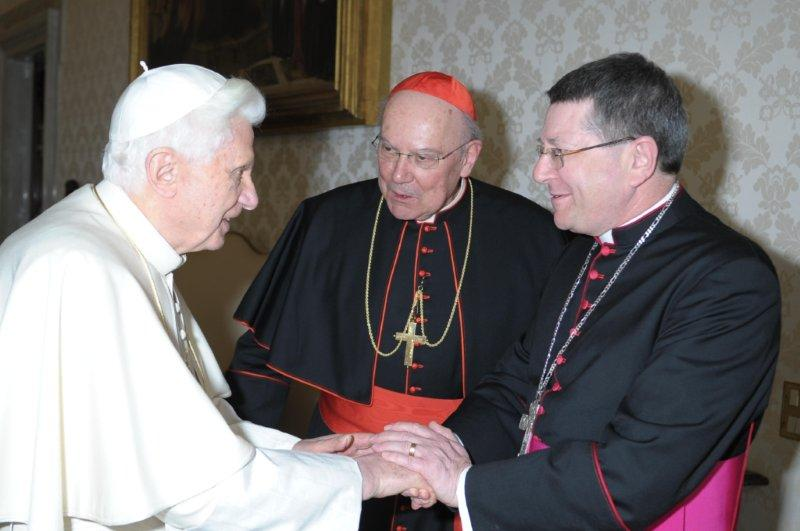
Zleva papež Benedikt XVI., kardinál Levada a apoštolský protonotář Newton

Osobní ordinariát Naší Paní z Walsinghamu je osobní ordinariát katolické církve pro anglikány, kteří přestoupili ke katolické víře, s působností na Anglii, Skotsko a Wales. 

## Historie
Vznikl 15. ledna 2011 podle apoštolské konstituce Anglicanorum coetibus z roku 2009. Jeho ordinář, jímž je od doby vzniku apoštolský protonotář Mons. Keith Newton (bývalý anglikánský biskup), je součástí Biskupské konference Anglie a Walesu. Má své jméno od Panny Marie Walsinghamské, jeho ochráncem je sv. John Henry Newman.

## Seznam ordinářů
- Keith Newton (od 2011)